# Émile Besson
Pour les articles homonymes, voir Besson.
Émile Besson, né le 30 avril 1925 à Moussages dans le Cantal et mort à Bagnolet le 23 mars 2015,, est un journaliste sportif français spécialisé dans le cyclisme. 

## Biographie
Émile Besson, qui a fait des études courtes (certificat d’études primaires), s’engage à l'âge de 17 ans dans la Résistance dans le département de l’Ain, où la famille Besson s’était installée à la suite de la nomination du père comme facteur de la Poste. Il travaille quelque temps comme livreur (à bicyclette), avant de trouver un emploi à Paris à l'agence de presse communiste, l'UFI (Union Française d'information). Ayant adhéré au Parti communiste français en 1947, il va faire toute sa carrière professionnelle dans la presse de ce parti. Débutant comme coursier à bicyclette, il commence à écrire de petits articles. En 1953, il est embauché au service des sports de L'Humanité. Il reste dans ce journal jusqu'à sa retraite en 1987. Ayant suivi sans interruption trente-cinq Tours de France, il devient dans les années 1960 un zélateur de Raymond Poulidor, représentant pour lui l'exemple du cycliste sain, sachant accepter la victoire et la défaite avec la même modestie, l'homme du peuple. Il semblerait qu'il ait réussi à faire passer le vocable « Poupou » à la postérité… 
La particularité du journaliste Besson réside surtout dans le fait qu'il a été l'un des suiveurs français de l'épreuve phare du cyclisme de l'Est européen, au temps du bloc communiste : la Course de la Paix, disputée entre les trois capitales Prague, Varsovie et Berlin (Est). Il fut d'ailleurs le premier de la presse hexagonale à suivre cette épreuve, à partir de 1953 et renouvela cette expérience plus d'une vingtaine de fois, pour le compte de l'Humanité, livrant des articles à la fois louangeurs sur le cyclisme des pays « socialistes » et dénonciateurs de la politique sportive française menée tant par les gouvernements que par les fédérations, notamment la FFC (Fédération française de cyclisme).
Outre son activité à l'Humanité, Émile Besson a écrit dans la presse sportive proche du PCF. Journaliste à Miroir Sprint, il est naturellement de l'équipe fondatrice du Miroir du cyclisme, membre du comité de rédaction aux côtés de son collègue de l'Huma Abel Michéa avec lequel, en 1969, il publie le livre 100 ans de cyclisme. 
Vers la fin des années 1970, il quitte Miroir du cyclisme, en compagnie d'un autre pilier du titre, Claude Parmentier, pour participer à un autre magazine cycliste mensuel, Sprint international, avant de devenir le rédacteur en chef d'une autre revue, Vélo star.
Couronnement de son double engagement, de journaliste et de militant, il est décoré de la Légion d'honneur[Quand ?] par Marie-George Buffet, lorsque celle-ci exerce les fonctions de ministre de la Jeunesse et des Sports dans le gouvernement de Lionel Jospin (1997-2002).
Il est aussi titulaire de la Croix de guerre, médaillé de la Résistance.
Émile Besson a eu des frères, Henri et Marcel, connus pour avoir suivi en tant que photographes pour Miroir Sprint de nombreux Tours de France et autres courses et événements sportifs.